# Phyllis Hyman
Phyllis Linda Hyman (Filadelfia; 6 de julio de 1949 - Nueva York; 30 de junio de 1995)fue una cantante de soul, modelo y actriz estadounidense.
Empezó su carrera musical como una cantante de voz dulce, influenciada por la música jazz, y gradualmente fue evolucionando hacia baladas pop más contemporáneas.
Es recordada como una de las mejores vocalistas femeninas de su época, conocida por canciones como You Know How To Love Me, Can't We Fall In Love Again, Old Friend, Living All Alone and Don't Wanna Change the World. Entre sus rasgos distintivos encontramos pendientes de araña, pamelas y vestidos blancos con abalorios. A causa de su nominación a los Premios Tony en la obra Sophisticated Ladies del Broadway theatre, es recordada a menudo como The Sophisticated Lady.

## (1965-1976) Primeros años
Sus primeros pasos en el mundo de la canción empezaron en una escuela de música. Después de su graduación, cantó en una gira nacional con el grupo New Direction en 1971. Tras la separación del grupo, se unió a All the People y trabajó con otro grupo local, The Hondo Beat. Por esta época, apareció en la película Lenny (1974). También lideró durante dos años un grupo llamado Phyllis Hyman and the P/H Factor.
Hyman se mudó a Nueva York para ganar reputación. Allí haría coros para Jon Lucien en Premonition y cantó en clubs. Durante una de esas actuaciones fue observada por Norman Connors, que le ofreció un espacio como vocalista en su disco, You Are My Starship (1976). Su mejor contribución en el álbum es una versión del Betcha By Golly Wow del grupo The Stylistics.

## (1977- 1992) Madurez y triunfo
Hyman cantó con Pharoah Sanders y la Fatback Band mientras trabajaba en su primer álbum en solitario, Phyllis Hyman, editado en 1977 en la discográfica Buddah. Cuando Arista Records compró Buddah, ella fue transferida a esa discográfica. Su primer trabajo con Arista, Somewhere in My Lifetime se lanzó en 1979; la canción que da título al disco fue producida por su entonces compañero Barry Manilow. Su siguiente álbum You Know How to Love Me consiguió situarse en el top 20 de la lista de R&B y también funcionó bastante bien en las listas de club/dance.
El primer top 10 de Phyllis en solitario llegó en 1981 con Can't We Fall In Love Again, un dueto con Michael Henderson. La canción fue grabada mientras ella estabaactuando en el musical de Broadway Sophisticated Ladies, un homenaje a Duke Ellington. Desarrolló ese papel durante dos años, recibiendo una nominación a los Premios Tony en la categoría "Best Supporting Actress in a Musical" y ganando un Theatre World Award en la categoría de artista revelación (Best Newcomer). A partir de ese momento fue conocida como la chica sofistica (The Sophisticated Lady).
Algunos problemas entre Phyllis y su discográfica, Arista, hicieron que su carrera sufriese un paréntesis. Ella solía aparecer en bandas sonoras, anuncios de televisión y colaboraciones, trabajando con Chuck Mangione, Barry Manilow, The Whispers y The Four Tops. Durante esta etapa hizo giras a menudo.
Libre de Arista en 1985, lanzó el álbum Living All Alone, consiguiendo gran éxito con las canciones Old Friend and l melancólica Living All Alone, así como You Just Don't Know y Screaming At The Moon en 1986. Poco después apareció en las películas School Daze y The Kill Reflex. Además,. continuaría prestando su voz para los trabajos de otros artistas, como Grover Washington, Jr. y Lonnie Liston Smith, mientras seguía haciendo giras internacionales. Su siguiente álbum, Prime of My Life, editado en 1991, supuso el punto álgido de su carrera e incluía el primer número 1 en las listas de R&B para Phyllis Don't Wanna Change the World. Otros de los sencillos incluidos en el disco, alcanzaron el top 10 Living In Confusion, When You Get Right Down To It, y el éxito I Found Love. Justo un año después, ella apareció por última vez en un trabajo de Norman Connors, cantando la canción que daba título al disco: Remember Who You Are, que se convirtió en un éxito menor.

### (1993-1995) Decadencia y muerte
El último trabajo de Hyman, I Refuse To Be Lonely, supuso una introspección en su vida personal. Tanto la canción que da título al álbum, como el sencillo I'm Truly Yours se convirtieron en pequeños éxitos. Phyllis tuvo que enfrentarse a un trastorno bipolar y a sus consecuencias: depresión, alcoholismo, aumento de peso y problemas financieros. Además, estaba emocionalmente cansada de ceder su talento para conciertos benéficos y para apoyar nuevos grupos. Además, en 1993 su madre, su abuela y una amiga íntima murieron en el lapso de un mes.
La tarde del 30 de junio de 1995, Phyllis Hyman se suicidó mezclando vodka y pastillas para dormir. Fue encontrada horas antes de la actuación que tenía prevista en el Teatro Apollo. En la nota del suicidio se podía leer: "Estoy cansada. Estoy cansada. Aquellos de vosotros que amo, sabéis quiénes sois. Que Dios os bendiga". Se piensa que la última parte del mensaje iba dedicada a la familia y los fanes. Phyllis murió seis días antes de su 46.º cumpleaños.
En noviembre de 1995, el último disco de Hyman, I Refuse to Be Lonely, vio la luz. Tres años después de su muerte, se publicó un álbum póstumo de canciones inéditas. Forever With You (1998) contiene baladas suaves y agridulces, sobre todo tratando de encontrar la aceptación en una relación.

## Discografía
- Phyllis Hyman (1977)
- Sing a Song (1978)
- Somewhere in My Lifetime (1978)
- You Know How to Love Me (1979)
- Can't We Fall in Love Again? (1981)
- Goddess of Love (1983)
- Living All Alone (1986)
- Prime of My Life (1991)
- I Refuse to Be Lonely (1995)
- Forever with You (1998)

## Filmografía
- Lenny (1974)
- Too Scared to Scream (1985)
- School Daze (1988)
- The Kill Reflex (1989)
- Soda Cracker (1989)